# Купцов, Егор Сергеевич
Егор Сергеевич Купцов (род. 24 марта 1989, Омск) — российский хоккеист, защитник.

## Биография
Отец занимался конькобежным спортом, мать — плаванием. Младший брат Сергей также хоккеист.
Уроженец Омска, начинал заниматься хоккеем в школе «Спартаковец» Екатеринбург, затем перешёл в школу омского «Авангарда». В сезонах 2005/06 — 2007/08 играл за вторую команду в первой лиге. Сезон 2008/09 провёл в «Салавате Юлаеве», за победителя регулярного чемпионата первого сезона КХЛ провёл 17 (18) матчей. Выступал за «Толпар» Уфа (МХЛ, 2009/10), «Торос-2» Нефтекамск (2010), клубы чемпионата Казахстана «Сарыарка», «Казахмыс» (оба — 2010/11), «Арлан» (2010/11 — 2011/12). Играл в сезоне-2011/12 РХЛ за «Буревестник» Екатеринбург и «Мордовию» Саранск, за команду чемипоната Украины «Львы» Львов (2012/13). В сезоне 2013/14 тренировал команду 2000 г. р. уфимского «Юлаевца», был капитаном клуба БИФК Уфа на III всероссийской Универсиаде. Играл в чемпионате Казахстана за клубы «Астана» (2014/15 — 2015/16), «Алматы» (2016/17).
Игрок команды Екатеринбургской хоккейной лиги «Таганский ряд».